# Швеглер, Густав
Густав Швеглер (нем. Gustav Schwegler; 7 сентября 1860 — 7 октября 1922, Мюнхен) — немецкий оперный певец (бас).
Дебютировал на оперной сцене в 1887 году. На протяжении большей части карьеры солист Висбаденской придворной оперы. Среди основных партий — вагнеровский репертуар: Король Марк в «Тристане и Изольде», король Генрих в «Лоэнгрине», граф в «Тангейзере», Фафнер в «Золоте Рейна», Хундинг в «Валькирии», а также Зарастро в «Волшебной флейте», Томмазо в «Долине» Эжена д’Альбера. Участник первой значительной записи «Кольца нибелунга»: бо́льшая часть первого акта «Валькирии» (1913, Блютнер-оркестр под управлением Эдмунда фон Штрауса, вместе с Жаком Деккером, Эрной Денера и Генрихом Кноте).